# GT Interactive Software
GT Interactive Software Corp. (ou simplement GT Interactive, ou Good Times ou GTI ou GTIS) est une société d'édition et de distribution de jeu vidéo qui a été créée en 1993. L'entreprise a été rachetée par Infogrames Entertainment en décembre 1999 qui la renomme Infogrames Inc.. En octobre 2000, Infogrames Inc. est fusionné avec Accolade, racheté en avril 1999 et renommé Infogrames North America. GT Interactive Software est connu pour des jeux comme Doom, Quake, Unreal ou Unreal Tournament.

## Description

### Croissance fulgurante
GT Interactive Software est fondée en 1993 en tant que filiale de Good Times Home Video, un distributeur de cassettes vidéo dirigé par la famille Cayre, en collaboration avec le cofondateur et président Ron Chaimowitz. La même année, GT Interactive Software édite Doom sur Windows, Mac, Saturn, leur premier titre qui connait succès planétaire devenant culte et qui se vendra au total à 2,9 millions d'exemplaires. id Software confie à GT Interactive Software la distribution de Doom car l'édition par GTIS de leur Wolfenstein 3D aux États-Unis est un succès. Dès la première année, les revenus de l'entreprise atteignent 10.3 millions de dollars.
En 1994, les revenus de GT Interactive Software augmentent de 880 %, culminant à 101 millions de dollars et les profits s'élèvent à 18 millions de dollars. Doom II: Hell on Earth, en partenariat avec id Software, est aussi une très grosse vente, sortie au mois d'octobre 1994, dépassant les 2 millions de copies.
En février 1995, GT Interactive Software obtient les droits de publication de jeux pour les licences de Mercer Mayer, dont Little Critter et Little Monster. GT Interactive Software commence également à distribuer ses propres logiciels d'entreprise pour les magasins K-Mart et Wal-Mart (ainsi que Sam's Club, Price-Costco, CompUSA, Best Buy, Egghead, Computer City…). GT Interactive Software signe un contrat exclusif avec Wal Mart, qui conduit l'analyste d'UBS Securities Michael Wallace à déclarer que « tous les développeurs de logiciels doivent passe par GT s'ils veulent vendre dans un magasin Wal-Mart ».
En juin 1995, GT Interactive Software rachète l'entreprise Slash et l'intègre dans une filiale toute nouvellement créée appelée GT Value Products.
En décembre 1995, GT Interactive Software est classé au Nasdaq et lève 140 millions de dollars lors de son entrée en Bourse, devenant une des plus grosses levées de fonds de l'année, perdant seulement devant celle de Netscape. GT Interactive Software était listé au Nasdaq en tant que GTIS. GL'enterprise émet 10 millions de parts à 14 dollars chacune. Lors de l'introduction en bourse de GT Interactive, Appellee Cayre vend plus de 1,4 million d'actions, soit 9,2 % de ses actions, pour un retour de 20 millions de dollars.
En 1995, GT Interactive Software enregistre une forte croissance de ses revenus (134 %) dans l'année totalisant 234,4 millions de dollars, mais les premiers signes de problèmes arrivent, les bénéfices augmentent seulement de 23 % représentant 22,6 millions de dollars.
Entre 1996 et 1997, GTIS passe des accords pour distribuer les jeux des entreprises Scavenger, Epic MegaGames et 5D Games.
En janvier 1996, GT Interactive Software obtient les droits de publication du très attendu Quake d'id Software. En février, GT Interactive Software et Target signent un accord quand lequel GT Interactive Software devient le principal fournisseur de logiciels de l'ensemble des 675 magasins Target.

### Expansion
À partir de son entrée en Bourse, GT Interactive Software se lance dans le rachat de studios de développement et d’entreprise d'édition de logiciels et de jeux vidéo.
Le 25 juin 1996, GT Interactive Software rachète The WizardWorks Group, une entreprise qui possède les filiales WizardWorks Software, CompuWorks et MacSoft. Ces filiales sont intégrées dans le groupe dans la filiale de GTIS appelée GT Value Products.
En juillet 1996, GT Interactive Software rachète le développeur de jeux Humongous Entertainment pour 3,5 millions de parts soit 76 millions de dollars. En 1995, le chiffre d'affaires d'Humongous Entertainment augmente de 10 millions de dollars, soit 233 % par rapport au chiffre d'affaires de 3 millions de 1994. L'accord donne à GT Interactive Software les droits de titres de logiciels éducatifs à succès tels que la franchise Pouce-Pouce, ainsi que Freddie the Fish et la série Spy Fox.
En juillet 1996, GTIS investit dans un studio de développement londonien Mirage en prenant possession de 9,9 % de ses actions. L'acquisition de Candel Inc. et sa filiale FormGen Inc. permet à GTIS de bénéficier du titre Duke Nukem, sorti en juillet 1996. L'entreprise qui compte également les filiales fermées lors du rachat Gold Medallion Software Inc. (Nevada) et Mediatechnics Ltd. (Illinois), est rachetée pour 1 032 777 d'actions.
Le 17 septembre GTIS entre en accord avec Off World Entertainment Inc. (Oddworld Inhabitants) et devient propriétaire à 50 % de l'entreprise pour 6.8 millions de dollars dont 500 000 dollars en actions,. Auparavant, Oddworld Inhabitants appartenait à Creative Programming and Technology Ventures.
Le 25 novembre 1996, GT Interactive Software rachète également Warner Interactive Entertainment Ltd., la filiale européenne de Warner Music Group basée à Londres,. Cet achat permet à GT Interactive Software de rentrer sur le marché européen à Paris et Hambourg. La filiale est renommée GT Interactive Ltd. et récupère les droits de jeux Warner.
En janvier 1997, GT Interactive Software rachète One Stop Direct, un éditeur de logiciel européen pour 8 millions de dollars, en réalisant le rachat de toutes les actions de sa maison mère Premier Promotion Limited. En juin, GT Interactive Software signe un accord aves MTV, permettant de publier des jeux sur les licences Beavis et Butt-Head et Æon Flux. En octobre, GT Interactive Software achète le développeur de jeux SingleTrac pour 14,7 millions de dollars, 5,4 millions en espèces et 9,3 millions de dollars en actions. SingleTrac est propriétaire et développe de jeux tels que Twisted Metal et Jet Moto. En septembre, le développeur de jeux Cavedog Entertainment, filiale d'Humongous Entertainment, publie son premier titre, Total Annihilation, qui se vend à plus d'un million d'exemplaires.
En 1997, GTIS prend possession de 9,9 % de l’entreprise GameWizards, Inc., un fabricant d’électronique et d'imprimantes.

### Ralentissement
Le 5 octobre 1997, GT Interactive Software annonce la signature d'un accord définitif pour acquérir MicroProse pour 250 millions de dollars en actions. L'affaire est approuvée à l'unanimité par le conseil d'administration des deux sociétés pour une signature dans l'année,. Mais l'accord est annulé le 5 décembre ; selon les chefs d'entreprise, « ce n'est tout simplement pas le bon moment » pour la transaction. Les actions de MicroProse chutent après l'annonce de l'annulation de l'accord,.
GT Interactive Software est affecté négativement par cet épisode, et en mars l'entreprise cesse d'être le distributeur de logiciels exclusif de Wal-Mart, qui décide d'acheter directement auprès des éditeurs. En 1997, l'action de GT Interactive Software sur le marché des logiciels de divertissement atteint un niveau historiquement bas à 6,4 % en baisse, par rapport aux niveaux records de 9 % et 10 % les années précédentes. GT Interactive Software était pourtant un des chefs de file uniquement sur la catégorie arcade-action, avec une part de marché de 20,3 %. Pour aggraver la situation, GT Interactive Software a de plus un ratio dette/fonds propres de 41 %, Electronic Arts est par exemple à 8 %. Pour 1997, le retour de GT Interactive Software à l'équilibre est un pauvre - 16,14 %. En 1997, la croissance du chiffre d'affaires de GT Interactive Software continue à ralentir, augmentant seulement de 45 % à 530 millions de dollars et l'entreprise publie sa première perte nette totalisant 25 millions de dollars.
En mai 1998, GT Interactive Software publie le jeu Unreal développé par Epic Games et dans les 10 premiers mois, plus de 800 000 exemplaires sont vendus. Deer Hunter II, qui n'est publié qu'en octobre vend également 800 000 exemplaires. En novembre, l’entreprise effectue le rachat de OneZero Media pour 17,2 millions de dollars en stock, et devient le premier éditeur de jeu vidéo à posséder un site web axé sur le divertissement. En décembre 1998, Legend Entertainment Company est racheté pour environ 2 millions de dollars et Reflections Interactive pour 2,3 millions d'actions soit 13,5 millions. En novembre 1998, GTIS ouvre un nouveau studio de développement, à Austin au Texas, appelé Bootprint Entertainment,.
Le 20 août, GTIS achète 50 % des parts de Fugitive Studios.
En décembre 1998, GT Interactive Software crée la filiale GT Interactive European Holdings B.V. qui rachète HomeSoft auprès de Funsoft.
Au cours du quatrième trimestre 1998, GT Interactive Software affiche un bénéfice net de 16,7 millions de dollars sur des revenus de 246,3 millions. L'entreprise déclare des revenus presque stables, en hausse de 10 % à 584 millions de dollars, mais GT Interactive bascule dans le noir en dévoilant un revenu net de 20,3 millions.
En 1999, GTIS rachète Accolade.
L'année 1999 apporte de mauvaises nouvelles pour les actionnaires de GT Interactive Software, l'entreprise affiche ses premières pertes du trimestre s'élevant à 90 millions de dollars, en raison de coûts de restructuration. En février, à la suite de l'annonce des résultats le président Ron Chaimowitz est remplacé.

### Rachat
Les ventes de jeux en 1999 chutent par rapport à 1998, ce qui a eu des conséquences désastreuses sur les finances de l'entreprise. En avril, GT Interactive Software prédit pour 2000 une perte pour le premier trimestre de 55 millions de dollars sur des revenus de l'ordre de seulement 95 millions. L'impossibilité de publier cinq grands jeux et un déménagement prévu à Los Angeles s'ajoutent aux pertes prévues. En juin, l'entreprise annonce avoir engagé Bear Stearns pour examiner la possibilité soit d'une fusion ou d'une vente de la société. En octobre GT Interactive Software débauche 35 % de ses effectifs de 650 employés, principalement de sa section de distribution.
En juin 1999, Driver de Reflections Interactive est publié et se vend à environ 1 million de d'exemplaires. En juillet, GT Interactive Software vend OneZero Media pour 5,2 millions de dollars en espèces, six mois seulement après le rachat. Le 16 novembre, Infogrames Entertainment annonce le rachat à venir de 70 % des parts de GT Interactive Software pour 135 millions de dollars et indique assumer 75 millions de dollars la dette bancaire (en juin 2000, Infogrames Entertainment a investi 30 millions de dollars dans l'entreprise). Dix jours plus tard GT Interactive Software lance l'une de ses dernières réalisations, le classique Unreal Tournament' qui se vend à plus de 1 million d'exemplaires.
Le rachat par IESA arrive juste à temps car les résultats 1999 de GT Interactive Software sont décevants. Le chiffre d'affaires chute de 30 % à 408 millions de dollars en 1999 et l'entreprise affiche une perte nette de 254 millions de dollars pour l'année. Le 16 décembre, l'affaire est conclue et GT Interactive Software devient filiale du groupe IESA, l'entreprise est renommée Infogrames Inc. En octobre 2000, Accolade, racheté en avril 1999 et renommé Infogrames North America est fusionné avec Infogrames Inc.. Infogrames Entertainment abandonne la marque GT Interactive software en mai 2000 au profit d'« Infogrames ». En 2003, Infogrames Inc. est renommé Atari Inc.

## Liste des jeux édités par GT Interactive
Jeux célèbres :
- Driver (2000)
- Dream Story (1999)
- Unreal Tournament (1999)
- Harley Davidson: Race Across America (1999)
- Nations: Fighter Command (1999)
- Oddworld: l'Exode d'Abe (1998)
- Blood II: The Chosen (1998)
- Unreal (1998)
- Oddworld: l'Odyssée d'Abe (1997)
- Blood (1997)
- Duke à Washington (1997)
- Duke : Hiver nucléaire (1997)
- Duke : Été meurtrier (1997)
- Bedlam 2 : Absolute Bedlam (1997)
- Quake  (1996)
- Bedlam (1996)
- Hexen (1996)
- Doom II: Hell on Earth (1995)